# Kineska arhitektura
Uz evropsku i arapsku arhitekturu, drevna kineska arhitektura predstavlja jedan od stubova tradicionalne arhitekture. Još od dinastije Tang imala je veliki uticaj na arhitektonske stilove Koreje, Vijetnama i Japana. Karakteriše je korišćenje drveta u kombinaciji s motivima izrezbarenim u kamenu, kao i upotreba raskošno ukrašenih krovova. Ideja neraskidivog jedinstva čoveka i prirode nigde nije toliko ispoljena koliko u graditeljskoj tradiciji drevne Kine. Kuća je uvek uklopljena u prirodnu sredinu i odražava neraskidivu vezu između čoveka, porodice i kosmosa. Kinezima je kuća aluzija na društveno uređenje, a ovo potvrđuje i citat starog istoričara Bana Gua: „Svemogući gospodar liči na dvoranu, njegovi podanici na stepenice, a obični ljudi su temelj kuće''.
Kina, kao jedna od najstarijih država na svetu, ima istoriju dugu preko pet hiljada godina. Na pomen kineske civilizacije, posebno njenih arhitektonskih dostignuća, uglavnom se pomisli na Kineski zid, Zabranjeni grad i Nebeski hram, ali bitno je osvrnuti se i na manje poznata ili davno zaboravljena velika dela arhitekture, poput drevnih prestonica i provincijskih gradova, kompleksa carskih palata, veličanstvenih grobnica i mauzoleja, hramova i oltara, vrtova koje odlikuje harmonija prirodne i veštačke lepote, kao i stambenih zgrada prelepe jednostavnosti.

### Osobenosti

#### Materijal
Za razliku od starih Grka i Egipćana, Kinezi su u gradnji primarno koristili drvo, zbog velike rasprostranjenosti i rentabilnosti ovog resursa. Takođe, postoji verovanje da je život povezan s prirodom, te je drvo, kao nešto što živi, favorizovano u odnosu na kamen. Sve konstrukcije su se gradile od drveta, a princip gradnje bio je isti. Prvi korak je bio podizanje drvenih stubova na temelju. Drvene grede su stavljane na stubove i formirana je osnova za krov na koji je samo trebalo dodati crep. Zidovi od cigli od pečene gline ili nabijene zemlje su se istovremeno dizali oko stubova. Bitno je zapaziti da ovde nisu zidovi ti koji drže konstrukciju, već stubovi, pa odatle i stara izreka: „Zidovi možda padnu, kuća – nikad.” Kroz vekove prakse kineski neimari i zanatlije razvili su modularni sistem gradnje tako što su na osnovu ključne mere drveta  kojim raspolažu izračunali mere ostalih delova koje žele da sagrade. Pored toga drvo je bilo bezbednije kao građevinski materijal u slučaju zemljotresa. Na severu Kine, gde je bilo hladno, strukture zidova su bile čvršće i deblje, dok su na toplijem jugu pravljeni od dasaka ili ispletenih prostirki od bambusa. Na jugu su se gradili paviljoni (ting), paviljoni sa terasom (xie), koridori (lang) kakvi postoje u baštama. Drvo, iako rentabilno, nije bilo toliko izdržljivo kao kamen i cigla (zapaljivo je i podleže truljenju). Međutim, stari Kinezi su pronašli načine da zaštite svoje građevine i održe tako stare drvene konstrukcije do danas.

#### Stil gradnje
Kako je drvo bilo lako obradiv materijal, stari Kinezi su razvili kompleksne ornamente koristeći alat poput noža, čekića i dleta, burgije i četkice. Primenili su tradicionalnu umetnost slikarstva, rezbarije, boja motiva i patenta u ornamentici. Postoje tri kategorije ornamenata u tradicionalnoj arhitekturi:
1. Zlatni ornamenti (napravljeni od materijala kao što su metal i žad)
2. Dekorisana kapija u Daliju, YunnanObojeni ornamenti (slike i murali)
3. Rezbarije (skulpture, motivi flore i faune)

Većina ornamenata nije bila samo za ukras na građevinama, već pored toga što je zadovoljavala estetiku bila je usklađena i sa prirodom građevinskih materijala i u skladu sa logikom mehanike. Jedan takav bio je „dougong“ koji je, isturen iz zida ili stuba, služio kao oslonac strukturi krova čija se glomazna težina prenosila na stabilne stubove. Ornamenti su najčešće pravljeni ispod iskošenih krovova koji su se pravili iz praktičnih razloga raspoređivanja težine tokom zime kada napada dosta snega da se krov ne bi urušio (mada postoji i verovanje da su ovakvi krovovi bili zaštita od zlih duhova, da kada oni padnu sa neba na krov kuće skliznu sa njega i ne ostanu u okolini). Pored krovova, javljaju se i na prozorima, vratima, gelenderima i plafonima. Simbolika ornamenata bila je jako važna. Najčešći ornamenti na krovovima bili su „zhengwen“ (životinjska usta) i „chiwei“ (sovin rep) koji su predstavljali toteme za zaštitu od vatre. Koristili su se ornamenti sa simboličkim značenjem porodične harmonije, napretka i odbrane od prirodnih katastrofa. Lav kao simbol snage, kao i značajne životinje iz kineske mitologije: zeleni zmaj, beli tigar, crvena ptica i crna zmijolika kornjača, bili su najčešći ornamenti na krovovima kuća. Estetika i društveni status u staroj Kini su odlučivali o tipu ornamenata, boji i kvalitetu materijala koje je neko mogao da koristi na svojoj kući. Feniks i zmaj – simboli carice i cara – bili su rezervisani samo za ukrašavanje carskih palata, dok su boje koje su se koristile u arhitekturi bile: žuta, crvena, bordo crvena , narandžasta , zelena, braon, bela i crna. Međutim, žutu i crvenu koristili su samo na carskim palatama, jer su one bile simboli moći i prestiža. Zelena je najčešće bila boja kojom su se ukrašavale kuće carskih činovnika i službenika visokog ranga, dok se obično stanovništvo zadovoljilo sivom bojom i kućom bez preterano naglašene ornamentike, jer im je sve ostalo bilo zabranjeno.

#### Kineska filozofija arhitekture
Svi koncepti tradicionalne arhitekture u drevnoj Kini su formirani na osnovu filozofija jin i jang, princip pet elemenata, koncept okruglo nebo i četvrtasta zemlja i feng šui. Sve ove filozofije su uticale na izbor lokacije gradilišta i raspored pri gradnji. U staroj Kini počela je praksa građenja kuća okrenutih ka jugu, ka suncu (jang), dok je zadnji deo kuće bio okrenut ka severu, ka hladnom (jin). Na južnoj strani se gradilo više prozora da bi više svetlosti ulazilo u prostorije, a zadnji deo kuće imao je manje prozora da bi se blokirao negativan i hladan Jin. U svetu arhitekture jin-jang igraju veliku ulogu u estetici i funkcionalnim aspektima gradnje. Za građenje kupatila, na primer, arhitekta bi izabrao čvrste zidove i manji broj prozora zarad očuvanja privatnosti, dok se u hodnicima i  na stepenicama preferira otvorenost, veliki prozori i puno svetlosti, zbog estetike i uštede energije. Pored principa jin-jang, najčešće korišćen princip filozofije bio je feng šui, daoistički filozofski sistem koji propisuje način življenja u skladu sa okruženjem kako bi se osigurala sreća. Feng šui (u prevodu, vetar-voda) od davnina se koristi za orijentisanje građevina, najčešće onih duhovno značajnih poput grobnica i hramova. Metoda na koju se oslanja feng šui je ispitivanje geografskih osobina izabranog područja na kome se gradi putem ispitivanja zemljišta i kušanja vode i potom konstrukcija prebivališta, gradova i grobnica, u skladu sa nalazima. Feng šui datira iz perioda dinastije Zhou, a tokom istorije razvile su se dve škole: Xingshi i Liqi. Xingshi se bazira na proučavanju planina, reka i odabiru mesta za građenje. Glavna metoda je da se kuće grade u podnožju planine, da budu izložene suncu i okrenute ka vodi. Liqi se bazira na položaju i planu arhitekture koristeći osam dijagrama iz Knjige promena (Yi Jing) i astronomiju. U školi Liqi poznat je feng šui kompas konstruisan za potrebe lakšeg određivanja povoljnih uslova gradnje.

### Drevni gradovi
Najraniji kineski gradovi pojavili su se u istom period kada i drugi antički gradovi širom sveta - sa početkom civilizacije (3000 p.n.e.-2000 p.n.e.). Ovi gradovi su bili veoma mali i bez razvijene infrastrukture i stoga se mogu smatrati i i  utvrđenjima. Tek tokom dinastije Zhou (1066 p.n.e.-256 p.n.e.) kineski gradovi su počeli da se razvijaju bržim tempom. Prostorni raspored u drevnim kineskim gradovima preuzet je iz najranijih poljoprivrednih kultura i u obliku je rešetke.

#### Glavni gradovi
U drevnoj Kini promena glavnog grada bila je veoma ustaljena pojava. Svakim ustoličavanjem nove dinastije u Kini su se menjali glavni gradovi. Glavni kriterijum za izbor mesta gde će se podići nova prestonica je strateški vojno-politički položaj koji odgovara potrebama vladara. Još jedan ključni faktor je bio dostupnost vode za piće i navodnjavanje, kao i vodeni tokovi koji su omogućavali transport robe u glavne gradove. Tokom 11. veka pre nove ere pad dinastije Shang prethodio je uspostavljanju dinastije Zhou koja je prestonicu smestila u Haojing. Vladar Zhoua je podelio zemlju na vojvodstva i počeo da gradi gradove većeg obima kakvi se do tada nisu gradili, koji su bili centri  odbrane i političke kontrole. Uvedena su stroga pravila za konstruisanje gradova i prostorno planiranje. Ova pravila su postavila temelj drevnim kineskim gradovima, da budu građeni po određenom formatu. Prednji deo grada bio je prostor za poslovanje, dok je zadnji bio rezervisan za kuće i objekte za zabavu. Takav grad je upravo bila prestonica Haojing. Postavljena u pravougaoni oblik, prestonica dinastije Zhou imala je tri sloja gradskih zidina (zidine palate, carskog grada i spoljašnje gradske zidine) sa sve četiri strane, dok je carska palata bila u centru. Vladari su se oslanjali na ovaj višeslojni plan grada da se zaštite.
Prestonica Chang’an – najvelelepnija prestonica drevne Kine – bila je prestonica preko 1100 godina pod upravom 13 dinastija. U pitanju je grad velike površine, simetričan, sa ulicama uređenim kao šahovska tabla. Po njegovom modelu su sagrađene mnoge kineske prestonice, ali i prestonice drugih zemalja poput japanskih Heijo-kyo (današnja Nara) i Heian-kyo (današnji Kyoto). Car Sui Wen nastavio je proširivanje ovog grada druge godine svoje vladavine. Carske bašte i administrativne zgrade su izgrađene oko centralne ose, a avenija Zhuque, koja je bila ispred kapija carske palate i unutrašnjeg grada, u severnom delu grada je odvajala carsku palatu i administrativne zgrade od domova običnog stanovništva. Godine 618. na presto je došla dinastija Tang, koja je takođe odredila tadašnji Daxing za prestonicu i preimenovala ga u Chang’an. Grad je imao 11 severno-južnih ulica i 14 zapadno-istočnih, a među njima 6 puteva imali su direktan ulaz na glavne gradske kapije. Svi putevi su imali kanalizacioni sistem i drvorede.
Beijing je bio simbol apsolutne i uzvišene carske moći. Dinastije Yuan, Ming i Qing su ovaj grad izabrale za prestonicu. Tokom vladavine Mongola (Yuan) ovo je bio najveličanstveniji grad na svetu. Imao je 3 sloja zidova i 11 gradskih kapija. U severnom delu grada nalazila se poljana gde je mongolski vladar sa svojim sinovima jahao konje. Dinastije Ming i Qing su samo proširivale ovaj grad i sagradile u njemu najveću carsku palatu, Zabranjeni grad, za potrebe odbrane od osvajača.

#### Carske palate
Feudalni sistem u Kini bio je takav da je čuvao centralizovanu kontrolu moći i omogućavao caru punu kontrolu nad carstvom. Samim tim carske palate su bile otelotvorenje feudalnog razmišljanja i predstavljale su nadmoć tradicionalne arhitekture na mnogo načina. Nenadmašna predstava carske moći ogledala se u najveličanstvenijoj i najkompleksnijoj građevini ovog tipa koja je sagrađena u Beijingu kao carska palata dinastije Ming koja je nazvana Zabranjeni grad.
Zabranjeni grad je i danas najveća i najkompleksnija skupina građevina sa starim strukturama od drveta. Plan grada napravio je carski zvaničnik Kuai Xiang, a sagrađena je pod vladavinom cara Yongle 1406. godine. Dvadeset i četiri cara su nasledila presto u ovoj palati. Zove se Zabranjeni grad jer je običnim ljudima bilo zabranjeno da uđu u njega, a ako bi se to desilo čekala bi ih smrtna kazna. Bilo je zabranjeno da bilo koja građevina u Beijingu bude viša od građevina u Zabranjenom gradu. Sagrađena u samom centru prestonice, imala je crvene zidine i žute crepove na krovovima da bi se istakao kontrast u odnosu na sivilo u kom su živeli obični ljudi. Okružena je rovom, kulama i sa nekoliko kapija od kojih je najistaknutija kapija Wu. Grad je okružen 10 metara širokim zidom i 50 metara širokim šancem. Zidovima omeđen deo unutar grada služio je kao prebivalište carske porodice, sluga, ministara i zvaničnika. Mesto poseduje oko 9000 soba koje koristi carska porodica, upravnici dvora, evnusi, dvorske dame i vojnici. Temelj je od kamena dok je većina struktura od drveta i sklona je paljenju, pa se ponekad dešavalo da usled prirodne nepogode izgori čitava dvorana koja posle biva renovirana.. Jedini izuzetak kod krovova unutar grada bila je carska biblioteka koja je imala crne crepove čija boja simboliše vodu i sposobnost suzbijanja vatre. Svi ornamenti su bili simbolični: na svim vratima koja su obojena u crveno bilo je 9 redova po 9 mesinganih drški, jer je devet bio najveći broj, stoga i carski. Svi ornamenti zmajeva u gradu imali su po pet kandži, dvorane su građene tako da izdaleka izgledaju kao feniks koji širi krila. Duž vertikalne ose sagrađeno je šest glavnih građevina koje su podeljene u dva kompleksa – južno-spoljašnje dvorište sa tri glavne dvorane: Taihe, Zhonghe, Baohe i severno-unutrašnje dvorište u kom su dve palate i jedna dvorana. Južni deo je za administraciju dok je severni kompleks ličnih odaja. Druge po važnosti palate i dvorane sagrađene su sa obe starane ove centralne ose. Palata počinje od kapije Tian’an i ide do kapije Wu – ogromne kapije sa pet paviljona koji čuvaju glavni ulaz. Poznata je i kao kapija pet feniksa. Kapija Wu ima tri aktivna ulaza: srednji koristi car (i carica ako je u nosiljci) i najuspešniji službenik na carskim ispitima privilegovan da koristi taj ulaz samo jednom u životu. Posle ove kapije nalazi se kapija Taihe, pa dvorana Taihe (dvorana vrhovne harmonije) koja je najveća i najviša građevina. Služila je za važne carske gozbe i ceremonije, nasleđivanje prestola, prvi dan nove godine, zimsku kratkodnevicu i carev rođendan. Ovde su se u vreme dinastije Ming održavali carski ispiti i objavljivali rezultati. Severno je najmanja dvorana Zhonghe (dvorana središnje harmonije), ovde car pravi lične pripreme u oblačenju svojih regalija pre no što nastavi do dvorane Taihe. Takođe je ovde ispitivao seme za godišnju setvu, komunicirao sa svojom porodicom i primao strane izaslanike. Dvorana Baohe (dvorana očuvane harmonije) služila je za manje gozbe, ceremonije i carske ispite. Palata Qianqing (palata nebeske čistote) je služila kao carske odaje. Dvorana Jiaotai ( dvorana ujedinjenja) je druga u nizu građevina u severnom delu grada. Palata Kunning ( palata zemaljskog spokoja) je mesto gde je živela carica dinastije Ming.

#### Provincijski gradovi
Provincijski gradovi su oduvek služili kao geografski razmešteni centri političke moći i vojne kontrole centralne vlade. Bili su lokalni centri poslovnih aktivnosti, kulturnih dešavanja, trgovine i proizvodnje. Faktori kao što su klima, topografija, saobraćaj i odbrambene sposobnosti su uticali na raznolikost  rasporeda i arhitekturu ovih gradova. Četvrtaste kuće bile su popularne na severu Kine gde je većina terena bila ravna, a gradovi su bili pravilnih oblika, sa širokim i pravim putevima. Infrastruktura je bila uređena u obliku slova ili krsta sa bubanj-tornjem i zvono-tornjem u centru grada. Oko tornjeva bile su administrativne zgrade. U suprotnosti sa tim, raspored gradova u planinskim predelima sa mnogo reka je bio mnogo fleksibilniji zbog kompleksne topografije. Mreže puteva su pravljene po potrebi, ne po određenom planu. U oblasti Jiangnan, koja ima dosta reka i jezera, mali gradovi su poprimili oblik mašne, dok su veliki bili uređeni kao krst ili su imali rešetkast raspored. Neki gradovi su imali raspored kružnog oblika u strateški odbrambene svrhe, kao i da bi se borili protiv poplava ili da bi se postiglo određeno simbolično značenje.
Chongqing leži u podnožju planine gde se reke Jangtze i Jialin presecaju. Zadnjom stranom je okrenut planini, a sa tri strane okružen vodom. Tokom dinastije Ming grad je proširen i broji 17 kapija od kojih su 9 „vodene kapije“ za transport vode u grad da bi se poboljšao feng šui. Grad je bio pogodno mesto za primanje dvorskih zvaničnika i carskih edikta, bilo ga je veoma teško osvojiti.

#### Odbrambene strukture
Kako su se na tlu Kine često vodili ratovi, podizali su se mehanizmi odbrane poput gradskih zidina, šanaca i jaraka. Stvaranje zatvorenih gradova je značilo da je najvažniji oblik zaštite bio gradski zid. Najraniji oblici gradskih zidina bile su drvene ograde, naslagano kamenje ili utabana zemlja. Pre dinastije Song gradske zidine su retko bile građene od cigle. Međutim nakon početka korišćenja baruta u ratovanju, važniji gradovi su krenuli da se okružuju ciglenim zidovima. Prvi grad u Kini koji je imao ciglene zidove bio je Nanjing. Visina zidina bila je između 14 i 21 metar, širina na dnu je bila 11 metara, a na vrhu 4-9. imao je 13 ulaza i na svakom je bila dupla kapija (prva za poplavu, druga za vojnu odbranu). Građevinski materijal su bile cigle pomešane sa uljem, krečom i lepljivim pirinčem.
Kineski zid je najveći odbrambeni projekat u istoriji Kine. Preko 6000 metara dug, prostire se od reke Yalu na istoku do kapije Jiayu na zapadu. Građenje je počelo tokom dinastije Qin (2. vek p.n.e.), a završilo se u dinastiji Ming (16.vek) kada je podeljen u devet odbrambenih oblasti od kojih je svaka bila glavno komandujući. U dnu je širok 6, a na vrhu 5 metara, visine 6,6 metara, sagrađen od usitnjene zemlje, kamenja i cigli. Grudobrani, mesta za gađanje i rov za drenažu vode takođe su bili sagrađeni u sklopu zida.

### Verski i religijski objekti

#### Hramovi i oltari
Carske rezidencije su, kao i rezidencije običnih ljudi, uključivale i posebna mesta na kojima su se gradile građevine u čast poštovanja predaka. Carski hramovi i oltari bili su velelepne građevine koje su simbolisale povezanost zemaljskog i nebeskog. Najpoznatiji carski hram je Hram neba (Tiantan) u Zabranjenom gradu. Sagrađen je 1420. tokom vladavine cara Yongle-u dinastiji Ming . Prvobitno se hram zvao Hram neba i zemlje, ali se naziv promenio za vreme vladavine cara dinastije Ming Jiajing-a koji je izgradio odvojene komplekse za zemlju, sunce i mesec. Glavne građevine u hramu su: Oltar kružnog nasipa, Carski svod neba i Dvorana godišnje molitve. Kružnog su oblika, što simboliše nebo, dok im je temelj četvrtast kao simbol zemlje. Ovaj hram car je posećivao dva puta godišnje – prvi put da se moli za kišu i dobru žetvu, a drugi da oda počast bogovima prinoseći žrtvu. Prva poseta obavljala se petnaestog dana prvog meseca kineske lunarne godine (između 20. januara i 20. februara) u Qinian (dvorana godišnje molitve) koji je najveći hram u gradu. Sagrađena je 1420. godine, visoka je 38 metara, a ima 32,72 metra u prečniku. Drugi put kada bi car posećivao hram je bilo sredinom zime (22. decembar). Ovaj ritual obavljao se u Huan Qiu (Oltaru sa kružnim nasipom) koji je smešten u  južnom delu Hrama neba. Konstruisan je 1530. godina, a 1740. je obnovljen belim mermerom. Na putu do dvorane Qinian, car bi u tom ritualu prošao kroz Huang Qiong Yu (Carski nebeski svod) gde bi simbolično palio štapiće kakvi se pale na sahranama u kulturama Dalekog Istoka. Nakon toga bi nastavio do glavne dvorane.

#### Konfučijanska arhitektura
U svom začetku, konfučijanizam je bio filozofija koja nije uključivala bogove i vračanje. Tokom dinastije Han, postaje škola mišljenja koju vodi vlast i u čast osnivaču, Konfuciju, dižu se hramovi koji se smatraju religijskom  arhitekturom. Dve godine nakon Konfucijeve smrti, kralj države Lu je pretvorio njegovu kuću  u Qufu-u, provincija Shandong, u hram u njegovu čast. Svaka sledeća dinastija na sličan način je odavala poštu Konfučiju. Od dinastije Istočni Han  do dinastije Qing, hram je petnaest puta u potpunosti renoviran. Danas se njegova veličina i stil upoređuju sa carskim hramovima. Hram Qufu se sastoji iz tri dela: hram, rezidencija i grobnica. Konfučijeva rezidencija je, pored rezidencija careva dinastija Ming i Qing, najveća po razmeri u Kini. Osnova hrama duga je 600 metara, a široka 140. U hramu ima ukupno devet dvorišta, preko 400 dvorana, oltara i odaja, 54 kapije i 13 carskih paviljona. Posle prva tri dvorišta dolazi se do odaje Kuiwen koja služi kao biblioteka hrama. Iza nje je sagrađeno 13 carskih paviljona sa kamenim stelama. Posle njih je kapija Dacheng koja je ulaz u glavni deo kompleksa gde se nalaze dvorane Dacheng, Qin i Shengji. Dacheng je služila za održavanje religijskih i ritualnih ceremonija. Qin je oltar u kome je Konfucije osveštan. U Shengji dvorani je postavljena izložba 120 slika kojima se prikazuje njegov život. Tokom dinastije Tang uticaj konfučijanstva jača i vladari dinastije Tang donose zakone da se uz svaku akademiju u zemlji izgradi konfučijanski hram u manjoj razmeri, po uzoru na onaj u Qufu-u.

#### Budistička arhitektura
Na početku nove ere, budizam je iz Indije prešao u Kinu preko Puta svile. U dinastiji Istočni Han počeo je da se meša sa kulturnom matricom Kine i postao jedna od tradicionalnih škola mišljenja u Kini. Ubrzo su počeli da se grade manastiri, pagode i grotoi . Većina njih je sagrađena u planinama i mestima odvojenim od civilizacije. Četiri najznačajnije planine na kojima su budistički hramovi su: Wutai (provincija Shanxi), E’mei (provincija Sichuan), Putuo (provincija Zhejiang) i Jiuhua (provincija Anhui). Ove religijske građevine služile su za osveštavanje Budinog lika, obavljanje budističkih rituala i prebivanje monaha. Prvi budistički hram u Kini je Baima (beli konj), sagrađen u periodu dinastije Istočni Han kao rezidencija monaha koji su dovedeni da caru predstave budističko učenje. Hram je nazvan „Beli konj“ jer su monasi došli u tadašnju prestonicu Luojang na belim konjima. Kako se budizam širio velikom brzinom, u zemlji je ponestalo hramova u kojima bi se obavljali rituali, i stoga su mnogi zvaničnici i bogati trgovci ponudili svoje rezidencije da služe kao hramovi. Nedugo zatim, način građenja takvih kuća običnih trgovaca uzet je kao model za budističke hramove, jer je odgovarao konceptu jednostavnosti i spiritualnosti. Na Tibetu se razvijala arhitektura koja nije toliko težila da se uklopi sa daoizmom i konfucijanizmom, već je pronašla svoje osobenosti i predstavlja budističku skromnost i jednostavnost na grandiozan način. Najreprezentativniji hram je palata Potala, sagrađena u planinskom predelu, uklopljena u prirodni pejzaž, sagrađena od drveta i kamena, u sedmom veku, kada se princeza iz dinastije Tang Wencheng udala za kralja tibetanskog kraljevstva  Tubo-Songtsen Gampo-a, a u čast njenog dolaska.
Pagode su drevne budističke građevine u kojima su se čuvale relikvije od kostiju Buda i drugih važnih monaha. Svaka je imala podzemne odaje u kojima se čuvalo blago poput relikvija, sutri i slika Bude. Kroz istoriju građene su od drveta, cigli, čelika, bakra i porcelana. Danas je najviše opstalo ciglenih pagoda. Najstarija drvena pagoda je Fogong (oblast Jing, provincija Shanxi). Značajan predstavnik ovakve arhitekture je takođe hram Shaolin (provincija Henan) sa 220 ciglenih pagoda koje su građenje u razdoblju od dinastije Tang do dinastije Qing. Različitog su dizajna i otelotvoruju odličnu graditeljsku veštinu. Najviša pagoda je Liaodi (provincija Hebei), koja ima 84 metra i ponekad se koristila kao kula osmatračnica od strane vojnika. Pagoda Liuhe u Hangzhou je služila kao svetionik na moru.
Grotoi su kompleksi religijskih građevina građeni duž Puta svile koji je povezivao Kinu i Indiju. Najpopularniji grotoi u Kini su: Mogao u Dunhuang-u (provincija Gansu), Yungang u Datong-u (provincija Shanxi) i Longmen u Luojang-u (provincija Henan). Mogao je najveći groto u Kini i poznat je pod imenom „pećina hiljadu Buda.“ Strukture u njemu građene su na osnovu tehnike građenja drvenih struktura. Na zidovima pećina prikazivane su slike iz svakodnevnog života običnih ljudi različitih etničkih grupa i bile su pouzdan istorijski izvor za istoričare koji su preko njih našli mnoga mesta od istorijskog značaja. Tokom dinastije Tang, nakon što su džinovske statue Buda počele da se grade izvan pećina, u Leshan-u (provincija Sichuan) sagrađen je džinovski buda uklesan u liticu. Gradio se devedeset godina, visok je 71 metar, širok 24, i u pitanju je najveća statua Bude na svetu.

#### Daoistička arhitektura
Daoizam je starosedelačka religija Kine koja je imala svoje osnove u narodnom vračanju, misticizmu, alhemiji i filozofiji, a prvi put se pojavljuje tokom dinastije Shang. Kao religija zasniva se na učenjima Lao Zi-a, autora Daodejing-a. Kako je daoizam potekao od običnih ljudi, najranije religijske aktivnosti bile su u planinskim regijama gde su oni nesmetano vračali i vršili alhemijske eksperimente. Prve daoističke građevine bile su pećine i prebivališta u planinama i seoskim oblastima. Izbor okoline u kojoj se odvijala religijska praksa nije bio striktan, bitna je bila mogućnost osamljivanja. No, kada je daoizam postao zvanična religija , svi hramovi posvećeni pretcima smatrali su se daoističkim. Rituali su se obavljali u hramovima građenim u skromnom daoističkom stilu, a jedan takav jeste upravo hram Shangqing na planini Qingcheng (provincija Sečuan). Aktivno su se gradili u dinastiji Tang i Song, dok je u dinastijama Ming i Qing daoizam pao u nemilost vladara zbog pobuna protiv vlasti.
Glavna ideologija daoizma bila je sticanje besmrtnosti kroz čovekovo sjedinjavanje se prirodom, ada bi se to postiglo hramovi su građeni da odgovaraju prirodnom okruženju i bili su na zabačenim planinskim visovima, zbog verovanja da su mesta na kojima je čovek bliži nebu planine, pećine i mora. Najpoznatiji hramovi su na planini Wudang (provincija Hebei), na planini Qingcheng (provincija Sichuan) i na planini Lao (provincija Shandong).

### Kineski vrtovi
Kineski vrtovi kao osnovnu karakteristiku imaju ukrštanje prirodnog i veštačkog, koje je napravio čovek, da bi se stvorila opuštajuća sredina u kojoj može slobodno da se luta. Sve ono najbolje od arhitekture, slikarstva, književnosti i hortikulture kombinovano je u arhitekturi jednog vrta.  Mogu se podeliti u tri kategorije: carski, privatni i javni. 
Carski vrtovi su obično zauzimali mnogo zemlje jer je car mogao svojim političkim i ekonomskim privilegijama da obezbedi nekoliko stotina kilometara zemlje i pretvori ih u vrt. Vrtovi koji su do danas opstali su se gradili za vreme vladavine dinastije Qing, dok najraniji datiraju od 11. v.p.n.e, perioda dinastija Shang i Zhou. Najpoznatiji su vrt letnje palate Chengde, vrt Yihe letnje palate u Beijing-u i vrt Yuanming stare letnje palate.
Privatne bašte su bile posedi penzionisanih zvaničnika, učenjaka, bogatih trgovaca i zemljoposednika. Kako je sistem vrednosti u drevnoj Kini ograničavao prikazivanje imućnosti običnih ljudi, njihovi vrtovi, po stilu i razmeri, nisu mogli da se porede sa carskim. Kako su bili manji, bilo je potrebno stvoriti jedinstven stil u ograničenom prostoru sa dosta raznolikosti kojom bi se zadivili posetioci. Jedan takav vrt je „Dugotrajni vrt“ u Suzhouu. Stvaranje veštačkih brda i kanalisanje vode su dve osnovne tehnike uređivanja kineskog vrta. Ovo su odlične imitacije prirodnih pejzaža i predstavljaju težnju ka vrlini i mudrosti. Pored brda i reka, u vrtu su bitni i paviljoni, prolazi i mostovi, koji su reprezentativno izrađeni u vrtu Zhouzheng u Suzhou-u.

### Kuće običnih ljudi
Ova vrsta građevine oslanja se na domaći arhitektonski stil koji ima svoje korene u seljačkom pejzažu, stavlja akcenat na stambene građevine i uključuje hramove u čast predaka, čajdžinice i spomen kapije. Poreklo i razvoj lokalne arhitekture su usko povezani sa društvom i načinom života ljudi, te odražavaju njihove običaje, navike, etničku raznolikost, religijska verovanja, usmerenost ka estetici i društvenu svest. Patrijarhalna ideologija i morlani principi doktrine jin-jang-a i pet elemenata imali su dubok uticaj na spoljne i unutrašnje planove uređivanja prostora u tradicionalnoj lokalnoj arhitekturi. Jedan od najprepoznatljivijih predstavnika ovakve arhitekture su četvorougaone kuće sa dvorištima (siheyuan). Na severu Kine gradile su se ove kuće gde je centralni deo strukture dvorište, a oko njega su stambene zgrade. Ovakve kuće su se gradile u prestonicama zbog prostornog planiranja grada i njihova konstrukcija je bila u skladu sa tradicionalnim elementima kulture. Pored toga, kuća se uvek mogla proširiti ako porodica dobije više članova tako što bi se nove sobe gradile iza postojećeg spoja kompleksa. Slične njima bile su zemljane Hakka kuće u provinciji Fujian. One imaju 3 do 4 sprata i visoke su do 13 metara. Spoljni zidovi su napravljeni od gline i veoma su čvrsti. Tri najprepoznatljivija tipa zemljane kuće su: kružne, pravougaone i Wufeng (5 feniksa). Narod koji je gradio ove kuće je bio grupa Han Kineza po imenu Hakka. U periodu dinastija Wei i Jin počinje gradnja ovakvih kuća zbog rata i nemira u zemlji – svoju zajednicu su organizovali kao etnički klan i svaka kuća je bila kao tvrđava u koje je moglo da stane nekoliko stotina ljudi. Primer ove arhitekture je Chengqi (okrug Yongding, provincija Fujian). Prečnika 62,6 metara, sadrži 4 strukture u obliku koncentričnih krugova. Spoljni ima 4 nivoa: prvi sprat je kuhinja, drugi služi kao prodavnica, a treći i četvrti su spavaće sobe. Svaki nivo je spojen hodnikom. Drugi i treći krug su jednospratne kuće, a u četvrtom krugu je sagrađen hram u čast predaka.